# Vranovská Ves
Vranovská Ves är en ort i Tjeckien.   Den ligger i regionen Södra Mähren, i den sydöstra delen av landet, 170 km sydost om huvudstaden Prag. Vranovská Ves ligger 418 meter över havet och antalet invånare är 258.
Terrängen runt Vranovská Ves är platt.Runt Vranovská Ves är det ganska glesbefolkat, med 47 invånare per kvadratkilometer. Närmaste större samhälle är Znojmo, 14,3 km sydost om Vranovská Ves. Trakten runt Vranovská Ves består till största delen av jordbruksmark.